# Neues Maxim

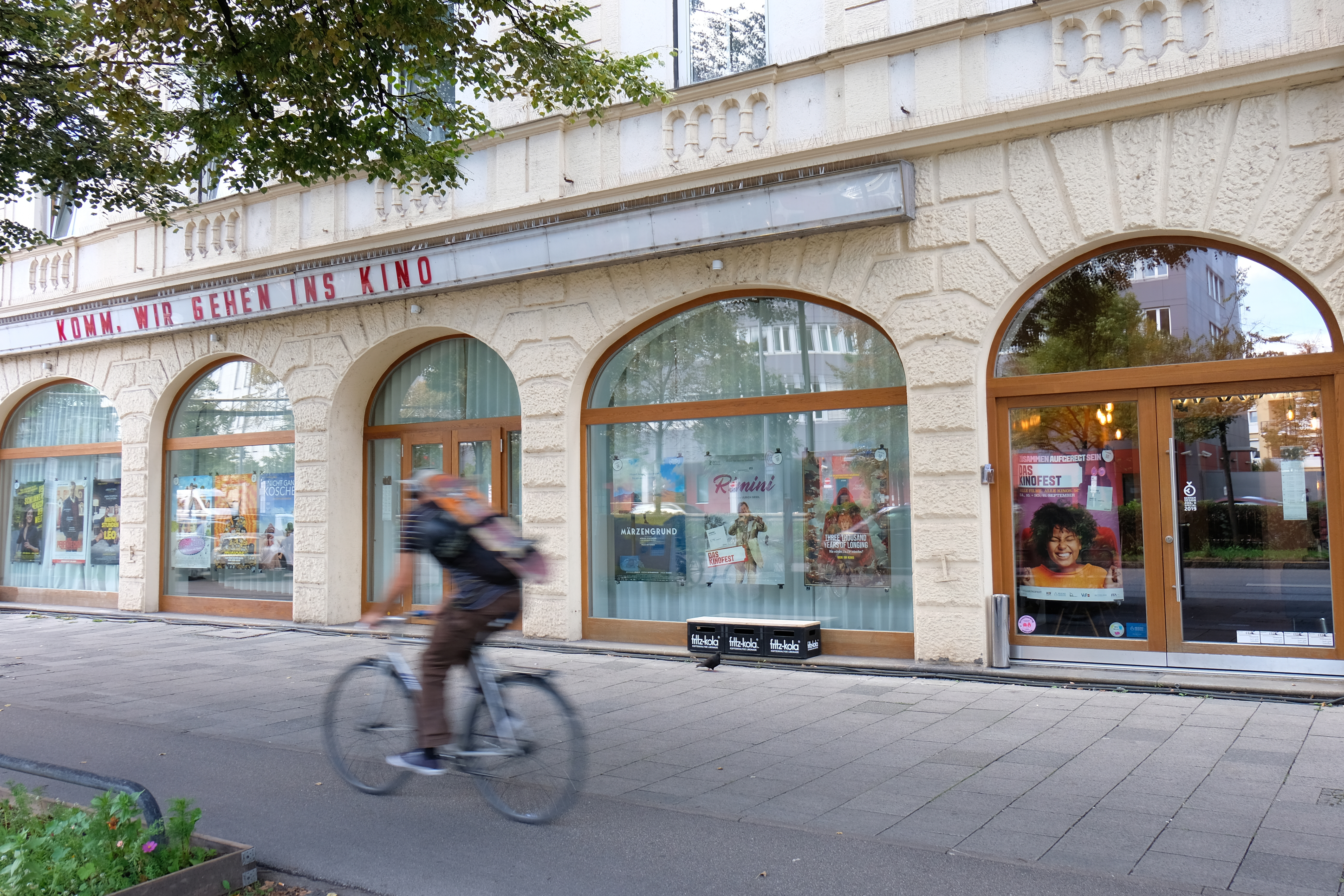
Das Neue Maxim (2022)

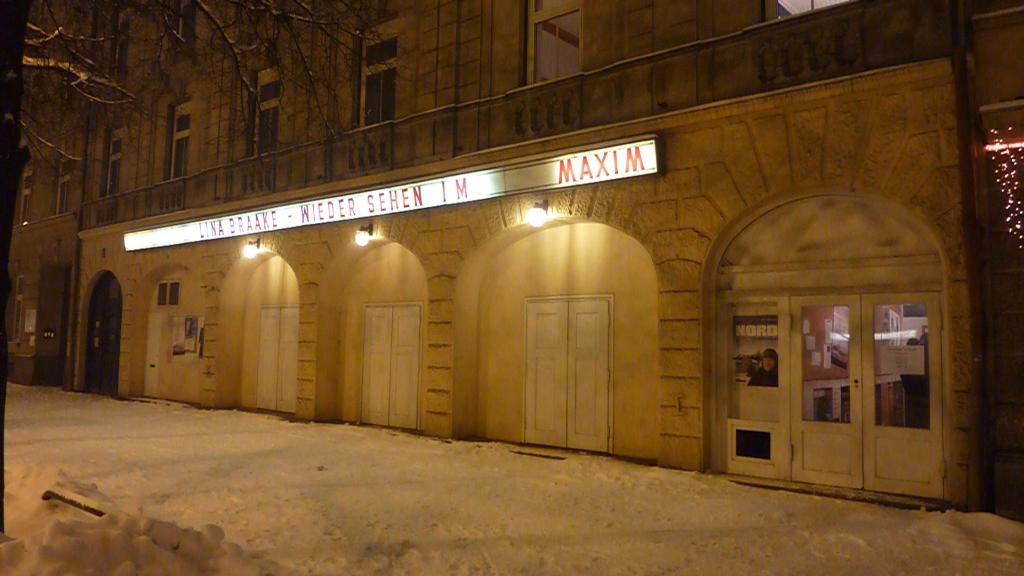
Das Maxim vor der Renovierung (2010)

Das Kino Neues Maxim ist nach dem Museum Lichtspielen (1910) das zweitälteste Kino Münchens. Es befindet sich in der Landshuter Allee 33 im Münchner Stadtteil Neuhausen.

## Geschichte
Am 14. September 1912 wurde das Kino im umgebauten Wohnhaus von 1901 und ehemaligen Kaufhaus Schottländer als „Lichtspieltheater des Westens“ eröffnet. Nach der Änderung des Straßennamens wurde es in „Hindenburg-Lichtspiele“, nach der Revolution 1919 in „Volks-Lichtspiele“ umbenannt.
Nach dem Zweiten Weltkrieg wurden im weitgehend unbeschädigten Kino ab 1946 wieder Filme gezeigt. Ab 1953 sorgte der neue Betreiber Hans Halbig für einen Umbau sowie technische Aufrüstung und benannte das Kino, das nun bis 1977 als Familienbetrieb geführt werden sollte, in „Maxim“ um. Zu diesem Zeitpunkt wurden gebrauchte Filmprojektoren aus dem Jahre 1935 eingebaut, die bis zur Neueröffnung im Jahr 2016 in Betrieb waren.
Das große Kinosterben der 1960er Jahre überlebte das „Maxim“, bis die Betreiberfamilie Halbig 1977 in den Ruhestand ging. Im August 1978 übernahm Siegfried Daiber den Betrieb und entwickelte es zu einem Programmkino. 38 Jahre lang führte Siegfried Daiber das Kino mit großer Leidenschaft und cineastischem Anspruch. Hier fand unter anderem eine der ersten Tarkowski-Retrospektiven in Deutschland statt. Sein Kino war eine Plattform für den politisch engagierten Film der 1980er und 90er Jahre. So fand dort 1985 das 1. Dokumentarfilmfestival München statt, das, wie die Frauenfilmreihe Bimovie, seit 1995 regelmäßig im „Maxim“/„Neuen Maxim“ (mit-)veranstaltet wurde und wird.
2012 feierte das Kino 100. Jubiläum.  2016 musste Daiber mit 76 Jahren das Kino abgeben. Der Filmemacher Peter Heller hat die Geschichte des Kinos im abendfüllenden Dokumentarfilm  „Maxim Leben – Ein altes Kino erzählt“ porträtiert.
Im Sommer 2016 wurde das Kino unter neuer Leitung saniert und modernisiert. Neben der Einrichtung eines zweiten Kinosaals wurde unter anderem die Kinotechnik, die Lüftungsanlage und der Brandschutz modernisiert. Seit Oktober 2016 wird das Kino als „Neues Maxim“ von der Lichtspiel GmbH betrieben.